# Claudia Oyoque Ortiz
Claudia Oyoque Ortiz (México, D. F.) es una política mexicana, militante del Partido Revolucionario Institucional. Desde el 12 de marzo de 2015 fungió como Presidente Municipal de Naucalpan de Juárez, tras ser nombrada por el Congreso del Estado de México para sustituir en el cargo a David Ricardo Sánchez Guevara, quien habría solicitado licencia al cargo para contender por la diputación federal del XXII Distrito Electoral Federal del Estado de México.

## Actividad
Fungió como diputada suplente de Rodrigo Reina Liceaga por el distrito XXI con cabecera en Naucalpan de Juárez.